# Aaron Stanford
Pour les articles homonymes, voir Stanford.
Aaron Stanford est un acteur américain né le 27 décembre 1976 à Westford, Massachusetts (États-Unis).

## Biographie

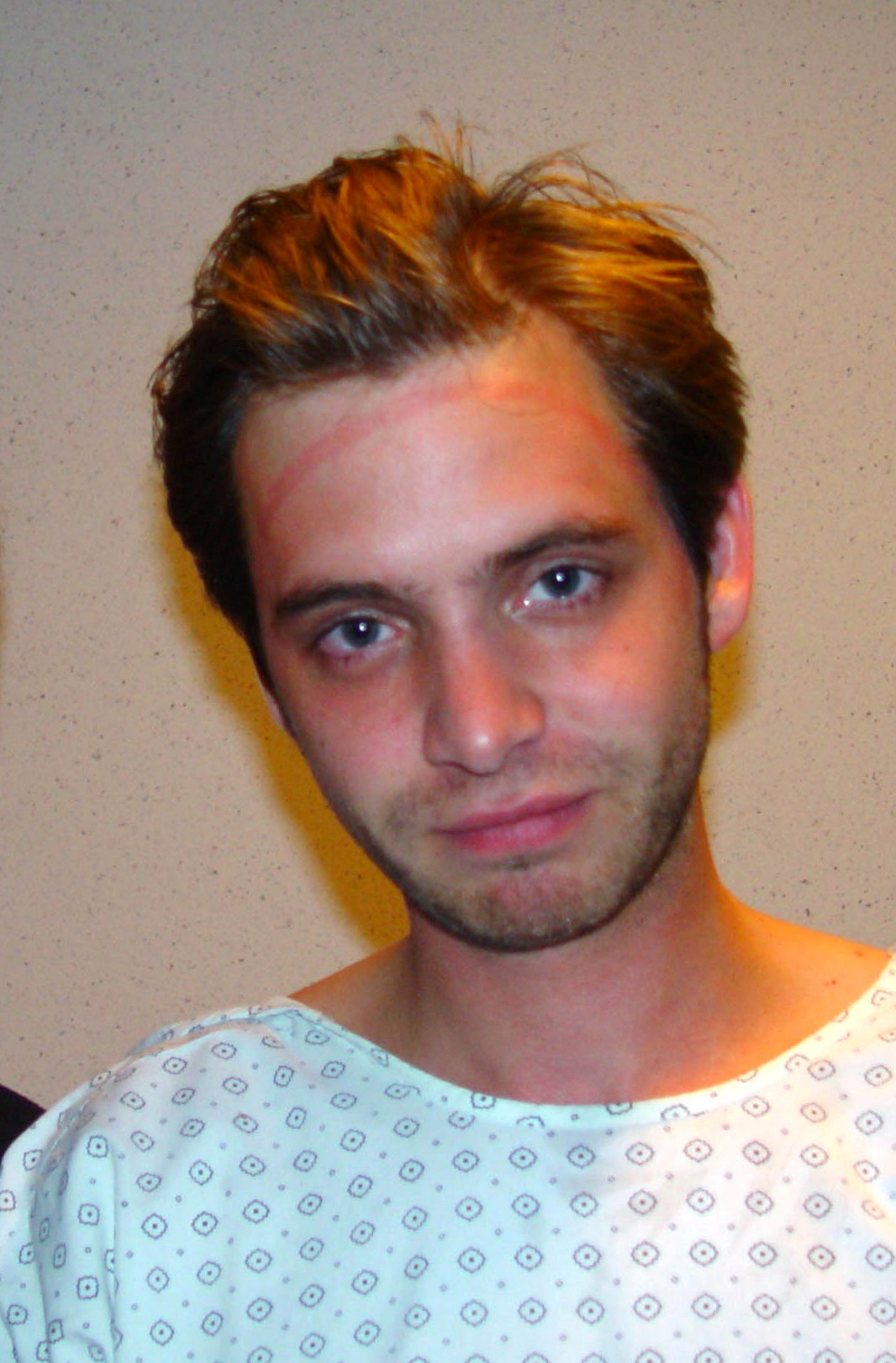
Aaron Stanford en octobre 2007.

Aaron Stanford est né dans le Massachusetts le 27 décembre 1976, d'une mère professeur d'anglais et d'un père travaillant dans l'édition. Il étudie le commerce à l'université de New York, mais change rapidement pour la Mason Gross School of Arts de l'Université Rutgers. Il en sort diplômé magna cum laude en 2000.
Son premier rôle majeur est celui d'Oscar Grubman, un adolescent précoce entiché de sa belle-mère, dans le film Séduction en mode mineur. Il a alors 23 ans et joue un garçon de 15 ans. Sa performance lui vaut une nomination aux Golden Satellite Award. En 2001 et 2002, il apparaît plusieurs fois dans la série télévisée New York 911, où il joue le jeune russe Sergueï. La même année, il est l'un des « dix acteurs à surveiller » selon le Daily Variety. En 2004, il apparaît dans la pièce de Christopher Shinn Where Do We Live au Vineyard Theatre. Il joue également le fils d'Anthony LaPaglia dans Winter Solstice, sorti en 2004.
Le réalisateur Bryan Singer, impressionné par sa performance dans Tadpole, lui offre le rôle de Pyro dans X-Men 2 (2003), qu'il reprend dans le troisième volet, X-Men : L'Affrontement final (2006). Il joue par ailleurs le rôle-titre de la série Traveler : Ennemis d'État (2007).
Dans le remake de Wes Craven, La colline a des yeux, il tient le rôle principal.
De 2010 à 2013, il a tenu le rôle de Birkhoff dans la série Nikita diffusée sur The CW.
Depuis janvier 2015, il tient le rôle principal dans la série 12 Monkeys diffusée sur Syfy. Dans cette adaptation du film L'Armée des douze singes, il reprend le personnage de James Cole, incarné par Bruce Willis dans le film de Terry Gilliam.
Après l'arrêt de 12 Monkeys, il intègre la série Fear The Walking Dead, lors de l’épisode 11 de la saison 4, diffusé le 26 août 2018 sur la chaine AMC.

## Filmographie
Sauf indication contraire, les informations mentionnées dans cette section peuvent être confirmées par la base de données cinématographiques IMDb,  présente dans la section « Liens externes ».

### Cinéma
- 2002 : Séduction en mode mineur (Tadpole) de Gary Winick : Oscar Grubman
- 2002 : La 25e Heure (25th Hour) de Spike Lee : Marcuse
- 2003 : X-Men 2 de Bryan Singer : John Allerdyce / Pyro
- 2003 : Rick de Curtiss Clayton
- 2004 : Winter Solstice de Josh Sternfeld : Gabe Winters
- 2004 : Spartan de David Mamet : Michael Blake
- 2005 : Runaway de Tim McCann : Michael Adler
- 2005 : Standing Still de Matthew Weiss : Rich Evers
- 2006 : La colline a des yeux (The Hills have Eyes) d'Alexandre Aja : Doug Bukowski
- 2006 : Live Free or Die de Gregg Kavet et Andy Robin : John « Rugged » Rudgate
- 2006 : X-Men : L'Affrontement final (X-Men: The Last Stand) de Brett Ratner : John Allerdyce / Pyro
- 2007 : Flakes de Michael Lehmann : Neal Downs
- 2008 : The Cake Eaters de Mary Stuart Masterson : Dwight « Beagle » Kimbrough
- 2009 : How I Got Lost de Joe Leonard : Andrew Peterson
- 2009 : Holy Money de Maxime Alexandre : Anthony Tregoni
- 2016 : We've Forgotten More Than We Ever Knew de Thomas Woodrow : l'homme
- 2020 : Horse Girl de Jeff Baena :
- 2023 : Finestkind de Brian Helgeland
- 2024 : Deadpool et Wolverine (Deadpool and Wolverine) de Shawn Levy : John Allerdyce / Pyro

### Télévision
- 2001 : New York 911 (série télévisée) - saison 3, épisode 1 : Sergueï
- 2007 : Traveler : Will Traveler
- 2009 : Fear Itself : Stephan
- 2009 : New York, section criminelle - saison 8, épisode 13 : Josh Snow
- 2010-2013 : Nikita (série télévisée) : Seymour Birkhoff (73 épisodes)
- 2015 - 2018 : 12 Monkeys (série télévisée) : James Cole (47 épisodes)
- 2018 : Fear The Walking Dead (série télévisée) : Jim Brauer  (6 épisodes)
- 2021 : FBI Most Wanted (série télévisée) - saison 2, épisode 6 : Peter Timmons
- 2022 : Westworld : Saison 4 , épisode 1: Peter
- 2025 : Tracker : Ricky (saison 2, épisode 10)